# باتريك خريتسين
باتريك خريتسين (بالهولندية: Patrick Gerritsen)‏ (13 مارس 1987 بأولدنزال في هولندا - ) هو لاعب كرة قدم هولندي في مركز الهجوم. شارك مع منتخب هولندا تحت 21 سنة لكرة القدم. أما مع النوادي، فقد لعب مع تفينتي أنشخيدة وغو أهد إيغلز وExcelsior '31 ‏.

## وصلات خارجية
- باتريك خريتسين على موقع قاعدة بيانات كرة القدم.إي يو (الإنجليزية)
- باتريك خريتسين على موقع بيانات كرة القدم. دي إي (الألمانية)
- باتريك خريتسين على موقع Soccerway.com (الإنجليزية)
- باتريك خريتسين على موقع عالم كرة القدم.نت (الإنجليزية)